# Babīte socken
Babīte socken (lettiska: Babītes pagasts) är ett administrativt område i Babīte kommun i Lettland.